# دیوید ریکتز
دیوید ریکتز (انگلیسی: David Ricketts; ۷ اکتبر ۱۹۲۰ – ۱۱ اوت ۱۹۹۶) دوچرخه‌سوار اهل بریتانیا بود.
وی در مسابقات کشوری و بین‌المللی در مجموع برندهٔ ۱ مدال برنز شده‌است.